# Cebuano

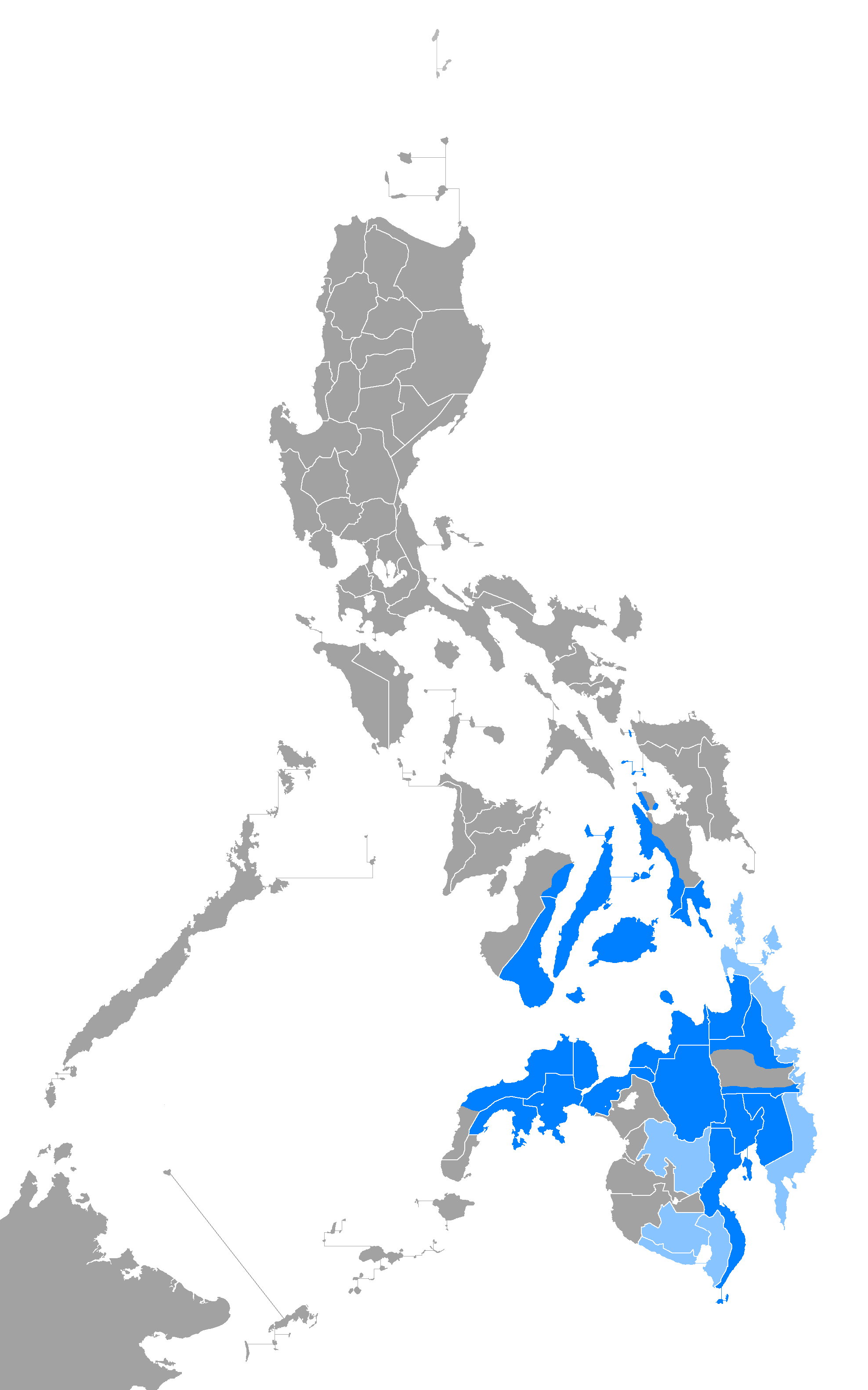
Cebuano-talande områden i Filippinerna

Cebuano (sebuano, sugbuanon, sugbuhanon eller sinugboanon) är ett västaustronesiskt språk inom språkgruppen bisaya. 2007 talades det av cirka 21 miljoner människor. Cebuano är även namnet på folket som har cebuano som modersmål, och det är den största folkgruppen på Filippinerna. Språket är huvudspråk i stora delar av centrala och södra Filippinerna och talas framför allt på öarna Cebu, Negros, Bohol och Leyte. Dessutom är det huvudspråket på stora delar av Mindanao.
Språkets grammatik och huvuddelen av ordförrådet är austronesiskt, men spanskan har haft ett avsevärt inflytande och mängder med spanska ord har inkorporerats. Till exempel har språket en dubbel uppsättning räkneord – både spanska och austronesiska. Cebuano har en lång skrifttradition, tidigare baserad på en egen stavelseskrift men sedan Spaniens erövring av öarna på 1500-talet skriven med det latinska alfabetet.
Som folkligt talspråk och umgängesspråk torde cebuano vara ohotat i sin region, men dess roll i mer officiella och litterära sammanhang är blygsam. Skolundervisning i grundskolan bedrivs på filipino och engelska även i områden där alla elever har cebuano som modersmål. Dagstidningar publiceras på cebuano, men ytterst få böcker.

## Systematik
Cebuano tillhör den centralfilippinska språkgruppen inom den malajopolynesiska grenen av den stora austronesiska språkfamiljen. Närbesläktade språk är till exempel waray-waray, bikol och tagalog, som alla talas i Filippinerna.
Det finns ett antal olika dialekter av cebuano, som ibland betraktas som separata språk. Till exempel på ön Bohol talas boholano, som skiljer sig påtagligt från den cebuano som talas på närbelägna Cebu, även om den ömsesidiga begripligheten fortfarande är god.

## Skrift och fonologi
Cebuano har 21 fonem. Sexton är konsonanter: p, t, k,
? (glottal klusil), b, d, g, m, n, ng, s, h, w, l, r, och y, och fem vokaler: i, e, a, o, och u.
Traditionellt har cebuano skrivits med
Baybayin-alfabetet, men idag används en delmängd av det
latinska alfabetet, kallad Abakada, motsvarande de fonem som räknats upp ovan.

### Vokaler
Innan spanjorerna kom hade cebuano bara tre vokalfonem:
/a/, /i/, och /u/. Med introduktionen av spanska lånord expanderade vokaluppsättningen med /ɛ/
och /o/, även om /o/ och /u/ fortfarande är nära nog
allofoner, liksom /ɛ/ och /i/, och används utbytbart i inhemska ord.

### Konsonanter
Nedan är en tabell med konsonanterna i cebuano.
Klusiler (stoppkonsonanter) är alltid oaspirerade. Den velara nasalen (ng)
används även i början av ord, i motsats till svenskans ng.
|             |             | Bilabial | Dental | Palatal | Velar | Glottal |
| ----------- | ----------- | -------- | ------ | ------- | ----- | ------- |
| Nasal       | Nasal       | m        | n      |         | ŋ     |         |
| Klusil      | Tonlös      | p        | t      |         | k     | ʔ       |
| Klusil      | Tonande     | b        | d      |         | g     |         |
| Affrikata   | Affrikata   |          | s      |         |       | h       |
| Flapp       | Flapp       |          | ɾ      |         |       |         |
| Lateral     | Lateral     |          | l      |         |       |         |
| Approximant | Approximant | w        |        | j       |       |         |

### Betoning
Betoning kan vara betydelseskiljande, så att dápit med betoning på första stavelsen betyder "bjuda in", medan
dapít med betoning på andra stavelsen betyder "nära".

## Grammatik
Cebuano är ett språk med grundordföljd VSO (verb subjekt objekt).  Viss flexibilitet finns i ordföljden, så att topikalisering av en komponent kan ske genom att den lyfts fram först i meningen, liksom i svenska, även om topikalisering normalt sker genom grammatiska markörer.  Adjektiv och substantiv kopplas ihop med förbindelseordet nga, och kan stå i godtycklig ordning bara nga är mellan dem.

### Substantiv
Substantiv i cebuano böjs inte, men kasusmarkörer
läggs normalt till framför dem.  Kasus fungerar dock på ett helt annat sätt i Cebuano än i svenska och de flesta andra europeiska språk. Cebuano kan analyseras som ett ergativt språk.  Medan svenska skiljer på nominativ (subjekt) och ackusativ (objekt), skiljer istället ergativa språk mellan:
- Ergativ: den aktivt handlande som påverkar ett objekt, subjektet till ett transitivt verb.
- Absolutiv: den som utsätts för något, objektet till ett transitivt verb eller subjektet till ett intransitivt.

Men i Cebuano beror exakt vilka roller som olika kasusmarkörer indikerar också på hur verbet böjs. Olika verbformer tilldelar olika roller till absolutivt och ergativt markerade substantiv.
Det finns tre typer av kasusmarkörer:
- Kinsa (absolutiv)
- Tag-iya (ergativ och genitiv)
- Gitagan-an (oblik)

Kinsa används för att markera det topikaliserade i en mening, och även för båda leden i en ekvativ mening.
Tag-iya används för ägaren till något eller den som aktivt gör något.
Gitagan-an-markörer motsvarar närmast svenskans prepositioner, och används för sådant som läge och riktning.
Kasusmarkörer delas dessutom in i två klasser, för personer och för allting annat.
Nedan är en tabell med kasusmarkörer. Mga (uttalat [maˈŋa]) är pluralmarkör.
|                   | Kinsa           | Tag-iya          | Gitagan-an          |
| ----------------- | --------------- | ---------------- | ------------------- |
| allmänt singular  | ang             | sa               | sa                  |
| allmänt plural    | ang mga         | sa mga           | sa mga              |
| person i singular | si              | ni*              | kang                |
| person i plural   | sila si/ silang | nila ni/ nilang* | kanila ni/ kanilang |

Exempel:
Miabot si Manang Kcy.

har-kommit Manang Kcy

"Manang Kcy hae kommit."
Gwapo si Roland Christian.

Snygg är Roland Christian.

"Roland Christian är snygg."
Nakit-an ni Nicoy si Janx.

såg Nicoy Janx

"Nicoy såg Janx."
Mangadto silang Karlatoot ug Susiedear sa balay ni Jedd.

Ska-gå Karlatoot och Susiedear till hus -s Jedd

"Karlatoot och Susiedear ska gå till Jedds hus."
Hain ang mga libro?

Var de där bok

"Var är böckerna?"
To-a kang Williever ang yawe.

Vid med Williever den nyckel

"Williever har nyckeln."

### Pronomen
Precis som substantiv är pronomen kasusmarkerade.
|                                          | Kinsa      | Tag-iya (primär)1 | Tag-iya (modifierande)2 | Gitagan-an |
| ---------------------------------------- | ---------- | ----------------- | ----------------------- | ---------- |
| Första person singular                   | ako        | akoa3             | nako                    | kanako     |
| Andra person singular                    | ikaw       | imoha3            | nimo                    | kanimo     |
| Tredje person singular                   | siya / sya | iyaha /iya        | niya                    | kaniya     |
| Första person plural inklusiv (jag & du) | kita       | atoa / ato        | nato                    | kanato     |
| Första person plural exklusiv (jag & de) | kami       | amoa / amo        | namo                    | kanamo     |
| Andra person plural                      | kamo       | inyoha            | ninyo                   | kaninyo    |
| Tredje person plural                     | sila       | ilaha             | nila                    | kanila     |

1 Det finns två varianter av tag-iya.  De är snarlika utom att primär tag-iya kräver förbindelseordet nga medan...
2 ... modifierande tag-iya inte kan användas som adjektiviskt komplement.
3 Sista stavelsen bortfaller ofta.
När ett pronomen inte står först i en mening används oftast en kortare form:
|                               | Kinsa | Tag-iya (primär) | Tag-iya (modifierande) | Gitagan-an |
| ----------------------------- | ----- | ---------------- | ---------------------- | ---------- |
| Första person singular        | ko1   | ako              | ko                     | nako       |
| Andra person singular         | ka    | imo              | mo                     | nimo       |
| Tredje person singular        | siya  | iya              | niya                   | niya       |
| Första person plural inklusiv | ta2   | ato              | nato                   | nato       |
| Första person plural exklusiv | mi    | amo              | namo                   | namo       |
| Andra person plural           | kamo  | inyo             | ninyo                  | ninyo      |
| Tredje person plural          | sila  | ila              | nila                   | nila       |

1 När objektet är i andra person används ibland ta istället för ko.
2 När objektet är i andra person kan ta betyda första person singular.
Det inklusiva vi, kita, syftar på talaren och den tilltalade tillsammans, och kan också inkludera ytterligare personer.
Det exklusiva vi, kamí, syftar på talaren och någon/några andra, men inte den tilltalade.
Exempel (notera skillnaden i verbformer, som styr vilken roll ett kinsa-pronomen har):
- Misulat ko – "Jag skrev".

- Gisulatan ko niya eller Misulat siya nako (beroende på om sändare eller mottagare är i fokus) – "Han/hon skrev till mig".

- Akong ihatag niya – "Jag ska ge det till honom/henne".

Modifier tag-iya-pronomen följer efter det ord de bestämmer. Primära tag-iya pronomen kan ersätta ett modifier tag-iya-pronomen men föregår då det ord de bestämmer.
- Ang balay nako / Ang akong balay – "Mitt hus".

- Wala tay bugas – "Vi (du och jag) har inget ris".

- Wala miy bugas – "Vi (någon annan och jag, men inte du) har inget ris".

Pronomen i cebuano är könsneutrala; siyá betyder alltså både han och hon.

### Demonstrativa pronomen
|                                           | Kinsa       | Tag-iya | Gitagan-an1 |
| ----------------------------------------- | ----------- | ------- | ----------- |
| Närmast talaren (det här)                 | kiri, (ri)2 | iri     | ngari       |
| Nära talaren och den tilltalade (det här) | kini, (ni)  | ini     | nganhi      |
| Närmast den tilltalade (det där)          | kana, (na)  | ana     | nganha      |
| Långt bort från båda                      | kadto, (to) | ato     | ngadto      |

1 Formen med nga- kan ersättas med di- så att ngari, nganhi, nganha, ngadto blir diri, dinhi, dinha, didto.
2 Formen inom parentes är kortformen som ofta används när pronomenet inte står först i en mening.
Exempel:
Unsa ni?

Vad detta?
"Vad är det här?"
Kinsa nang tawhana?

Vem den där man?
"Vem är den där mannen?"
Gikan ni Pedro ning sulata.

Från (ni=adjektiv) Pedro detta brev
"Det här brevet är från Pedro."
Mangaon sila didto.

Ska-äta de där-borta
"De ska äta där."
Mikaon ana ang bata.

Åt det där det barn.
"Barnet åt det där."

### Verb
Verben i cebuano är krångliga för en svensk, både för att de är morfologiskt komplicerade, och för att de olika formerna inte alls matchar det svenska verbsystemet.  Verben har affix som kan ange fokus, aspekt, modus, och annat, men däremot inte direkt tempus som vi är vana vid.

#### Aspekt
Verben böjs med avseende på aspekt snarare än tempus.
Imperativ används för uppmaningar, ungefär som i svenska.
Därutöver finns två aspekter som saknar svensk motsvarighet, och veterligen också saknar svenska namn: incepted och
incepting.
1. imperativ aspekt - för uppmaningar.
2. incepted aspekt - handlingar som inte kommer att påbörjas i framtiden, d.v.s. förflutna handlingar, och pågående handlingar som inte vanemässigt upprepas.
3. incepting aspekt - handlingar som kommer att påbörjas i framtiden, d.v.s. futurum och vanemässigt upprepade handlingar.

Exempel på "INCEPTED" ASPEKT:
Förfluten tid
1. Jag åkte till Europa.
Handlingen påbörjades i det förflutna, därför blir det i cebuano:
Miadto ko sa Uropa .
2. Äntligen hittade jag dig,
Handlingen påbörjades i det förflutna, på cebuano:
Nakaplagan ra gyud ta ka.
Pågående handlingar
1. Jag går (håller på att gå) till köket.
Handlingen påbörjades innan yttrandet sades, därför blir det i cebuano:
Nagpadulong ko sa kusina.
2. Peter hittar Miriam.
Handlingen påbörjades innan yttrandet sades:
Nakaplagan ni Pedro si Miriam.
Exempel på "INCEPTING" ASPEKT
Framtida handlingar
1. Jag kommer att återvända till jul.
Har inte hänt ännu, och således inte påbörjats:
Mobalik ko karong Pasko.
2. Hon kommer att hitta dig.
Har inte hänt ännu, och således inte påbörjats:
Iya kang makit-an.
Vanemässiga handlingar
1. Hon går till stranden varje morgon.
Även om det redan har hänt, så kommer det också att hända igen varje framtida morgon, och gåendet kommer påbörjas gång på gång även i framtiden:
Moadto siya matag buntag sa baybayon.
2. Han hittar alltid henne där.
Även om det redan har hänt, så kommer det också att hända igen
Kanunay siya niyang makaplagan didto.

#### Fokus
Ett speciellt drag hos verben i cebuano är att verbformen återspeglar verbets relation till meningens tema, det som topikaliserats i meningen genom att ges absolutivt kasus.
Det finns nio vanliga fokusklasser: um-, pag-, pang-, ka-, magka-, on-, an-, i-, och reciprok klass.

##### um-verb
Former:
| imperativ | incepted | incepting | wala-bas |
| --------- | -------- | --------- | -------- |
| -(um)-    | mi-      | mo-       | mo-      |

- Funktion: den här formen används i följande två fall:
  1. man betonar att händelsen är momentan
  2. man betonar att händelsen är en medveten handling
- Tema: den som utför handlingen.

##### pag-verb
| imperativ | incepted | incepting | wala-bas |
| --------- | -------- | --------- | -------- |
| pag-      | nag-     | mag-      | mag-     |

- Funktion: uttrycker handlingar som: 
  1. pågår ett tag
  2. inte nödvändigtvis är medvetna

- Tema: den som utför handlingen.

##### pang-verb
| imperativ | incepted | incepting | wala-bas |
| --------- | -------- | --------- | -------- |
| pang-     | nang-    | mang-     | mang-    |

- Funktion: pluritiv form[förtydliga] av um-verb.
- Tema: den som utför handlingen.

##### ka-verb
| imperativ | incepted | incepting | wala-bas |
| --------- | -------- | --------- | -------- |
| ka-       | na-      | ma-       | ma-      |

- Funktion: om förändringar.
- Tema: det som förändras.

##### magka-verb
| imperativ | incepted | incepting | wala-bas |
| --------- | -------- | --------- | -------- |
| none      | nagka-   | magka-    | magka-   |

- Funktion: om långsamt fortskridande förändringar.
- Tema: den som förändras.

##### Reciproka verb
| imperativ | incepted  | incepting | wala-bas  |
| --------- | --------- | --------- | --------- |
| pag-in-ay | nag-in-ay | mag-in-ay | mag-in-ay |

- Funktion: ömsesidiga handlingar.
- Tema: minst två personer/saker som gör något ömsesidigt mot varandra.

##### on-verb
| imperativ | incepted | incepting | wala-bas |
| --------- | -------- | --------- | -------- |
| -a        | gi-      | -on       | -a       |

Det direkta objektet är tema. Liknar närmast svenskans passivformer. 

##### an-verb
| imperativ | incepted | incepting | wala-bas |
| --------- | -------- | --------- | -------- |
| -i        | gi-an    | -an       | -i       |

Det indirekta objektet är oftast tema.

##### i-verb
| imperativ | incepted | incepting | wala-bas |
| --------- | -------- | --------- | -------- |
| i-        | gi-      | i-        | i-       |

Det använda instrumentet är ofta tema.

#### Modus
Det finns tre modus i cebuano: intuitiv, icke-intuitiv, och aptativ.
1. Intuitiv – intuitiv är verbets normala modus. Verbformerna i tidigare avsnitt ovan är i intuitiv.
2. Icke-intuitiv – icke-intuitiv används för att uttrycka oväntade eller oavsiktliga händelser. Det finns därför inga icke-intuitiva imperativ.
3. Aptativ – aptativ uttrycker möjligheten av en handling. Liksom icke-intuitiv saknar även aptativ en imperativform.  I incepted-aspekt motsvarar aptativ närmast svenskans perfekt. I incepting-aspekt motsvarar det svenska uttryck med "kan/kunde".

##### Icke-intuitiv
| Icke intuitiv  | incepted-aspekt | incepting-aspekt | wala form   |
| -------------- | --------------- | ---------------- | ----------- |
| um verb        | nahi-           | mahi-            | mahi-       |
| pag verb       | nahi-           | mahi-            | mahi-       |
| pang verb      | nahipang-       | mahipang-        | mahipang-   |
| ka verb        | naha-           | maha-            | maha-       |
| magka verb     | none            | none             | none        |
| reciproka verb | nagka-in-ay     | magka-in-ay      | magka-in-ay |
| on verb        | na-             | ma-              | ma-         |
| an verb        | hing-an         | mahi-an          | hing-i      |
| i verb         | nai-            | mai-             | mai-        |

##### Aptativ
| Aptativ        | incepted-aspekt | incepting-aspekt | wala-form |
| -------------- | --------------- | ---------------- | --------- |
| um-verb        | naka-           | maka-            | maka-     |
| pag-verb       | naka-           | maka-            | maka-     |
| pang-verb      | nakapang-       | makapang-        | makapang- |
| ka-verb        | none            | none             | none      |
| magka-verb     | none            | none             | none      |
| Reciproka verb | none            | none             | none      |
| on-verb        | na-             | ma-              | ma-       |
| an-verb        | na-an           | ma-an            | ma-i      |
| i-verb         | gika-           | ika-             | ikaw      |

### Bestämningar
Adjektiv i cebuano (och substantiv som används som bestämningar) länkas till det ord de bestämmer med länkordet nga.  Om nga kommer efter ett ord som slutar på vokal, glottalt stopp eller bokstaven N så assimileras nga som ett suffix, -ng, på det ordet.
Adjektiv placeras oftast före det ord de bestämmer, men kan också placeras efter.
Exempel:
maayong buntag     – god morgon
dakong panon       – en stor skara
mga matang malulot – vackra ögon
Ett substantiv placeras däremot alltid efter det ord det bestämmer.
Exempel:
balay nga bato     – stenhus
hangin nga habagat – sydöstmonsun
Superlativ uttrycks med affixet kina--an eller partikeln
labing eller prefixet pinaka-
Exempel:
kinamaayohan    – bäst
kinadak-an      – störst
labing malulot  – vackrast
pinakagwapa     – vackrast
Komparativ uttrycks med någon av partiklarna mas eller labawng.

### Enklitiska partiklar
Cebuano har enklitiska partiklar som bär mycket information om betydelsenyanser
Några exempel på vanligt förekommande partiklar:
1. na och pa
  - na: nu, redan, än
  - pa: fortfarande, annars, utöver, än
2. man: partikel som används för att bortse från orsaker eller resultat;även, fastän
3. pud,sad: också
4. lamang (lang): begränsande partikel; bara
5. daw, kuno: en partikel som uttrycker att informationen i yttrandet är hörsägen; man säger, det sägs att, det lär vara så att, ...
6. gyud: artig partikel
7. ba: används i ja/nej-frågor och ibland i andra sorters frågor
8. sa: för tillfället, för ett ögonblick men ändå (i negativa fraser)
9. kaha: uttrycker förvåning; jag undrar, kanske, minsann (används ibland också i frågor).
10. kay: uttrycker orsak; eftersom, alltså
11. diay: insiktspartikel; uttrycker att talaren har insett eller plötsligt kommit ihåg något.
12. tingali: uttrycker osäkerhet; kanske, eventuellt, tycks
13. unta: uttrycker hopp, orealiserat villkor (med verb i incepting aspekt), används i villkorliga uttryck.

### Negation
Det finns tre negationer i cebuano: dili, wala, och ayaw.
Dili negerar adjektiv, substantiv, och "incepting" verb.
- Dili ko motrabaho ugma.

"Jag kommer inte att arbeta imorgon."
- Dili dato tong babayhana.

"Den kvinnan är inte rik."
Wala negerar "incepted"-verb och existentiella påståenden.
- Wala koy kwarta.

"Jag har inga pengar."
- Wala ko motrabaho tibuok adlaw.

"Jag arbetade inte hela dagen."
Ayaw används för negativa befallningar.
- Ayaw og hilak.

"Gråt inte."
- Ayaw mo pagdagan-dagan dinhi.

"Spring inte här!"

### Frågeord
- Unsa? – Vad?
- Asa?– Var? (för en plats)
- Diin?, Dis-a? – Var?
- Hain?, Saa? – Var? (för ett föremål eller en person)
- Kinsa? – Vem?
- Ngano? – Varför?
- Kangkinsa? – Till vem?
- Giunsa? – Hur?
- Kanus-a? – När?
- Pila ka buok?, Pila? – Hur många?
- Tagpila? – Hur mycket?
- Diay ba? – Verkligen?

#### Asaellerhain?
Asa och hain—båda betyder var—används i olika kontext i formell cebuano.
Asa används när man frågar efter en plats.
- - Asa ka padulong? (Vart går du?)
  - Asa ta molarga? (Vart reser vi?)

Hain används när man frågar efter personer eller saker.
- - Hain na ang gunting? (Var är saxen?)
  - Hain na si Arsenia? (Var är Arsenia?)

I talspråk används däremot mest asa.  Det är sällan man hör hain.

## Vokabulär
Swadeshlista med grundläggande ord på svenska och cebuano:
Svenska – cebuano

1. jag – ako
2. du – ikaw
3. han, hon – siya
4. vi – kita (inkl), kami (exkl)
5. ni – kamo
6. de – sila
7. det här – kani, ining, ini
8. det där – kanâ, anang, anâ
9. här – diri, dinhi, di-ani, di-ari
10. där – dihâ, dinhâ, di-anâ, di-arâ
11. vem – kinsa
12. vad – unsa
13. var – ahà
14. när – kanus-a
15. hur – gi-unsa
16. inte – dilî, wala
17. allt – tanan
18. många – daghan
19. några – pila-pila
20. få, lite – gamay
21. annan – uban
22. ett – usà, uno
23. två – duhà, dos
24. tre – tulò, tres
25. fyra – upat, kwatro
26. fem – limà, singko
27. stor – dako, dagko
28. lång – ta-as
29. bred – lapad
30. tjock – bagâ
31. tung – bug-at
32. liten – gamay
33. kort – mobô
34. smal – kitid, pi-ot
35. tunn – niwang
36. kvinna – babae
37. man – lalaki
38. människa – tao
39. barn – anak (egna barn), batâ (andras ungar)
40. maka – asawa
41. make – bana, asawa
42. moder – inahan, mama
43. fader – amahan, papa
44. djur – mananap
45. fisk – isda
46. fågel – langgam
47. kyckling – manok
48. hund – irô
49. lus – kuto
50. gnet (lusägg) – lusâ
51. orm – halas, ha'as
52. mask – bulati, ulod, u'od
53. träd – kahoy
54. skog – kakahoyan (skogsdunge), lasang, kalasangan (djungel)
55. pinne – kahoy, sanga (gren), tukog (kvist)
56. frukt – bunga
57. frö – liso
58. löv – dahon
59. rot – gamot
60. fruktskal – panit sa bunga
61. blomma – bulak, buwak
62. gräs – sagbot
63. rep – pisî
64. skinn – panit
65. kött – karne, carne
66. blod – dugô
67. ben (i skelettet) – bukog
68. fett – tambok, mantika
69. ägg – itlog
70. horn – sungay
71. svans – ikog
72. fjäder – balahibo
73. hår – buhok, balahibo
74. huvud – ulo
75. öra – dalunggan, dunggan
76. öga – mata
77. näsa – ilong
78. mun – bâ-bâ
79. tand – ngipon
80. tunga – dila
81. nagel – kuko
82. fot – ti-il
83. ben – paa (även lår), bagtak (underben), hita höft)
84. knä – tuhod
85. hand – kamot
86. vinge – pakô
87. mage – tiyan
88. inälvor – tinae
89. hals – li-ug
90. rygg – luyo
91. bröst (på kvinna) – totoy, susô, dughan
92. bröst (bringa) – dughan
93. hjärta – kasing-kasing, dughan
94. lever – atay
95. dricka – inom
96. äta – kaon
97. bita – paak (bite), kitkit (nibble)
98. suga – supsup
99. spotta – luwâ
100. kräkas – suka
101. blåsa – huyop
102. andas – ginhawa
103. skratta – katawa
104. se – kitâ
105. höra – dungog
106. veta – kabalo, kabawo
107. tänka – huna-huna
108. lukta – simhot
109. frukta – hadlok
110. sova – tulog, tu'og
111. liv – kinabuhi
112. dö – patay, mamatay
113. döda – mupatay, nipatay
114. kämpa – away, laban (även välja sida)
115. jaga – nangaso
116. slå – igô, tira
117. skära – putol (skära av), hiwa (skiva), gunting (klippa)
118. klyva – tungâ, hatî
119. hugga – saksak, dunggab
120. klia – katol
121. gräva – kalot, kotkot
122. simma – langoy
123. flyga  – lupad
124. gå – lakaw
125. komma – anhi, halî
126. ligga – higdâ
127. ligga på mage – kulob
128. sitta – lingkod
129. stå – tindog
130. vända – likô
131. falla – hulog
132. ge – hatag
133. hålla – gunit
134. klämma – pig-it, pi-it (pressa), pisâ, pusâ (klämma sönder)
135. gnugga – kuskus
136. tvätta – hugas
137. torka av – pahid (gnida), trapo, punas (torka rent)
138. dra – bira
139. putta – tuklod
140. kasta – labay
141. binda – higot
142. sy – tahî
143. räkna – ihap
144. säga – sulti, ingon
145. sjunga – kanta
146. ljud – tingog
147. leka – dulâ
148. flyta – lutaw
149. rinna – agas
150. frysa – nigahî (also harden)
151. svälla – burot
152. sol – adlaw
153. måne – bulan, buwan
154. stjärna – bituon
155. vatten – tubig
156. regn – ulan, uwan
157. flod – ilog (större flod), sapa (mindre vattendrag, bäck)
158. sjö – lawâ
159. hav – dagat
160. salt – asin
161. sten – bato
162. sand – balas, ba'as
163. damm – abog
164. jord – yutâ
165. moln – ambon
166. dimma – yamog, tun-og
167. himmel – langit
168. vind – hangin
169. snö – nyebe
170. is – yelo
171. hård – gahî
172. rök – aso
173. eld – kalayo, kayo
174. aska – abo
175. brinna – sunog
176. väg – dalan, da'an
177. berg – bukid, buntod, bungtod
178. lukta illa – bahô
179. röd – pula, puwa
180. grön – berde
181. gul – dilaw
182. vit – putî
183. svart – itom
184. natt – gabii
185. dag – adlaw (also sun), buntag (also morning)
186. år – tu-ig
187. varm – langgaw (ljummen), igang (obehagligt varm), init (het)
188. kall – bugnaw, tugnaw, tun-og
189. full – punô
190. ny – bag-o
191. gammal – da-an
192. bra – maayo
193. dålig – batî (även ful), la-in
194. rutten – latâ, bulok
195. smutsig – hugaw
196. rak – tulid
197. rund – lingin
198. vass – ha-it
199. slö – puol, pulpol, habol
200. jämn – hamis
201. våt – basâ
202. torr – uga
203. rätt – tuod, sakto, ensakto
204. fel – sayop, malî
205. nära – duol, tapad (beside)
206. långt bort – layô
207. ha rätt – tu-o (to be correct)
208. vid – sa
209. i – sa [sulod sa]
210. med – uban sa
211. och – ug
212. om – kung
213. eftersom – kay, tungod kay
214. namn – ngalan